# Ульма (річка)
Ульма — річка в Україні (Чернівецька область, Путильський район) та Румунії. Ліва притока Сучави (басейн Дунаю).

## Опис
Довжина річки приблизно 5 км. Формується з багатьох безіменних струмків.

## Розташування
Бере початок на заході від перевалу Садеу. Тече переважно на північний захід, перетинає українсько-румунський кордон і в селі Ульма впадає у річку Сучаву, праву притоку Серету.